# George, o Curioso
Curious George (bra/prt: George, o Curioso) é um filme de animação infantil de 2006 baseado na série de livros homônimos escritos por Hans Augusto Rey e sua esposa Margret Rey e ilustrados por Alan J. Shalleck. A trilha sonora do filme foi interpretada pelo cantor havaiano Jack Johnson.

## Sinopse
George é um macaquinho alegre que vive com seu cuidador Ted, o Homem do Chapéu Amarelo. Curioso por natureza, ciências e muitas outras coisas, George faz muitos amigos e, junto com eles, se envolve em aventuras divertidas e travessuras encantadoras.

## Série televisiva
A série animada educativa da PBS Kids, também chamada Curious George, foi desenvolvida simultaneamente ao longa-metragem. Também conta com Frank Welker como a voz de George, o Curioso.

## Elenco
| Ator                  | Personagem                      |
| --------------------- | ------------------------------- |
| Will Ferrell          | Ted (O Homem do Chapéu Amarelo) |
| Drew Barrymore        | Maggie                          |
| David Cross           | Sr. Bloomsberry, Jr.            |
| Ed O'Ross             | Ivan                            |
| Dick Van Dyke         | Mr. Bloomsberry                 |
| Joan Plowright        | Miss Plushbottom                |
| Frank Welker          | George                          |
| Eugene Levy           | Clovis                          |
| Michael Chinyamurindi | Edu                             |